# Joan of Arc (televisiefilm)
Joan of Arc is een Canadese tweedelige historische en biografische tv-miniserie film uit 1999 over Jeanne d'Arc. De film heeft in de hoofdrol Leelee Sobieski als de "Maagd van Orleans". 
De miniserie heeft dertien Primetime Emmy Awards nominaties en vier Golden Globe Award nominaties ontvangen.

## Verhaal
De miniserie vertelt het verhaal van Jeanne d'Arc, van haar jeugd in 1412 tot haar dood in 1431.
Jeanne d'Arc is geboren in 1412 in het dorp Domrémy in het oorlogsgebied van noordelijk Frankrijk tijdens de Honderdjarige Oorlog. Tijdens haar jeugd is ze geregeld getuige van de verschrikkingen van het geweld, maar haar ziel blijft overeind door de legende van "Maagd van Lotharingen". Deze vertelt dat op een dag een jonge maagd het verscheurde land zal herenigen en het volk naar vrijheid zal leiden.

## Rolverdeling
| Acteur              | Personage                           |
| ------------------- | ----------------------------------- |
| Leelee Sobieski     | Jeanne d'Arc                        |
| Chandra Engstrom    | jonge Jeanne                        |
| Neil Patrick Harris | Karel VII van Frankrijk/de Dauphin  |
| Peter O'Toole       | Bisschop Pierre Cauchon             |
| Powers Boothe       | Jacques d'Arc                       |
| Jacqueline Bisset   | Isabelle d'Arc                      |
| Maury Chaykin       | Heer Robert de Baudricourt          |
| Olympia Dukakis     | Zuster Babette                      |
| Chad Willett        | Jean de Metz                        |
| Peter Strauss       | Kapitein La Hire                    |
| Jonathan Hyde       | Jan van Bedford                     |
| Jaimz Woolvett      | Filips de Goede (als Jaimz Wolvett) |
| Robert Loggia       | Pastoor Monet                       |
| Shirley MacLaine    | Madame de Beaurevoir                |
| Maximilian Schell   | Broeder Jean le Maistre             |
| Ron White           | Jean de Dunois                      |
| Ted Atherton        | Jean d'Estivet                      |
| Robert Haley        | Georges de la Trémoille             |
| David Nykl          | Hertog van Luxemburg                |
| Matt Hoffman        | Raymond                             |
| Chris Hoffman       | Louis                               |
| Kris Lemche         | Emile                               |
| Justin Peroff       | Pierre d'Arc                        |
| Ondrej Hartl        | Jacquemine D'Arc                    |
| Mikulas Mara        | Michel D'Arc                        |